# Каргаєва
Карга́єва (рос. Каргаева) — присілок у складі Гаринського міського округу Свердловської області.
Населення — 7 осіб (2010, 1 у 2002).
Національний склад населення станом на 2002 рік: росіяни — 100 %.